# Polycricus tardus
Polycricus tardus är en mångfotingart som först beskrevs av Chamberlin 1921.  Polycricus tardus ingår i släktet Polycricus och familjen storjordkrypare.
Artens utbredningsområde är:
- Costa Rica.
- Honduras.
- Panama.

Inga underarter finns listade i Catalogue of Life.